# 駱坤海
駱坤海，MH（1987年4月15日—），香港賽艇運動員。

## 簡歷
駱坤海生於廣州，九歲時移居香港沙田下禾輋村村屋。早年就讀沙田崇真學校和東華三院馮黃鳳亭中學（2006年畢業）。於2009年，駱坤海代表香港參加東亞運動會賽艇比賽，先後贏得男子輕量級單人艇銅牌及男子雙人雙槳艇銅牌（夥拍梁俊碩）。

## 個人榮譽
- 香港傑出運動員選舉

「香港最具潛質運動員」（2011年）
「香港傑出運動員」（2014年）
- 榮譽勳章（2015年）

## 外部連結
- 香港體育協會暨奧林匹克委員會 運動員資料 2009[永久]
- 香港體育協會暨奧林匹克委員會 運動員資料 2010[永久]